# Hoeve Bellet

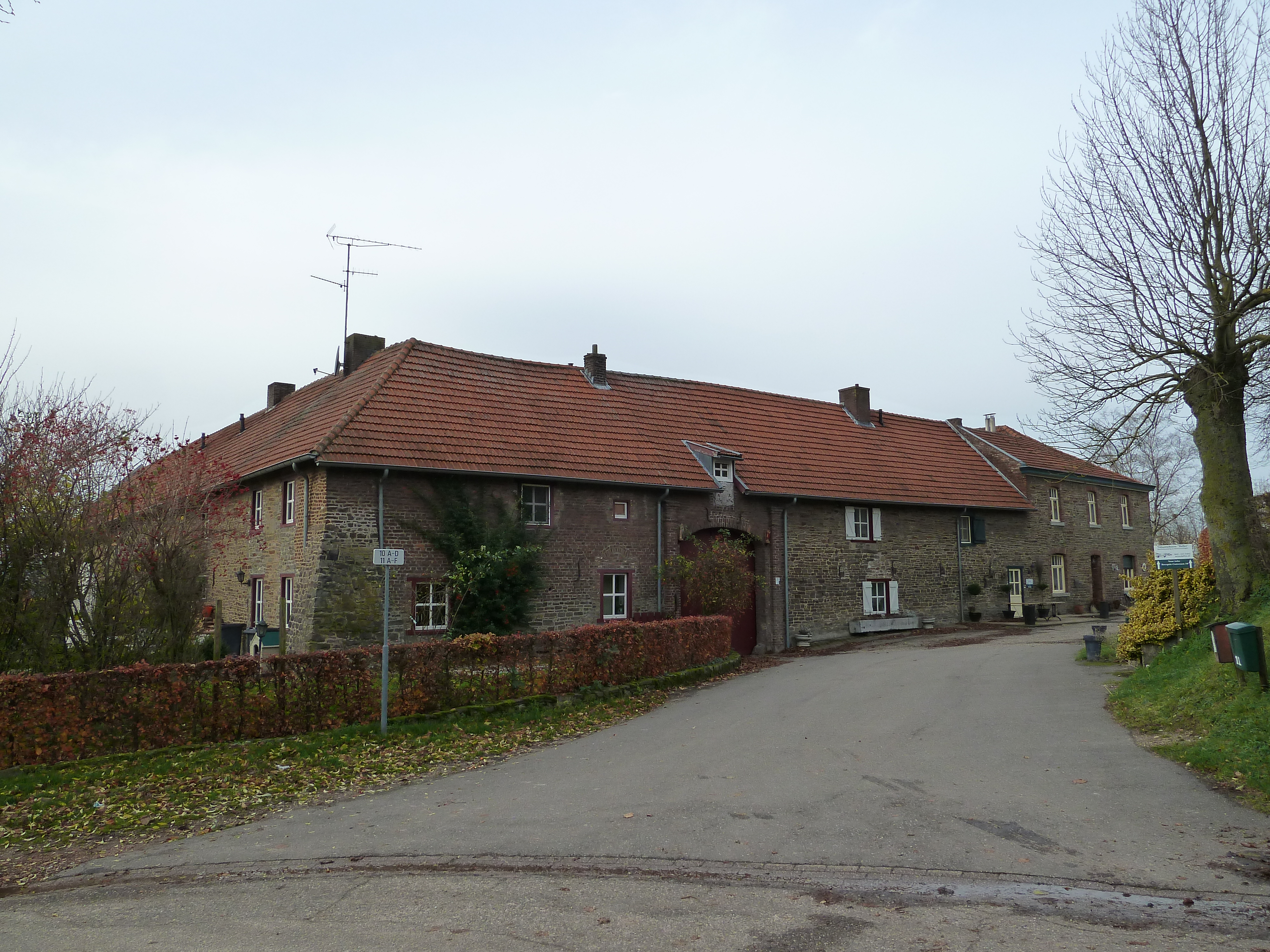
Hoeve Bellet

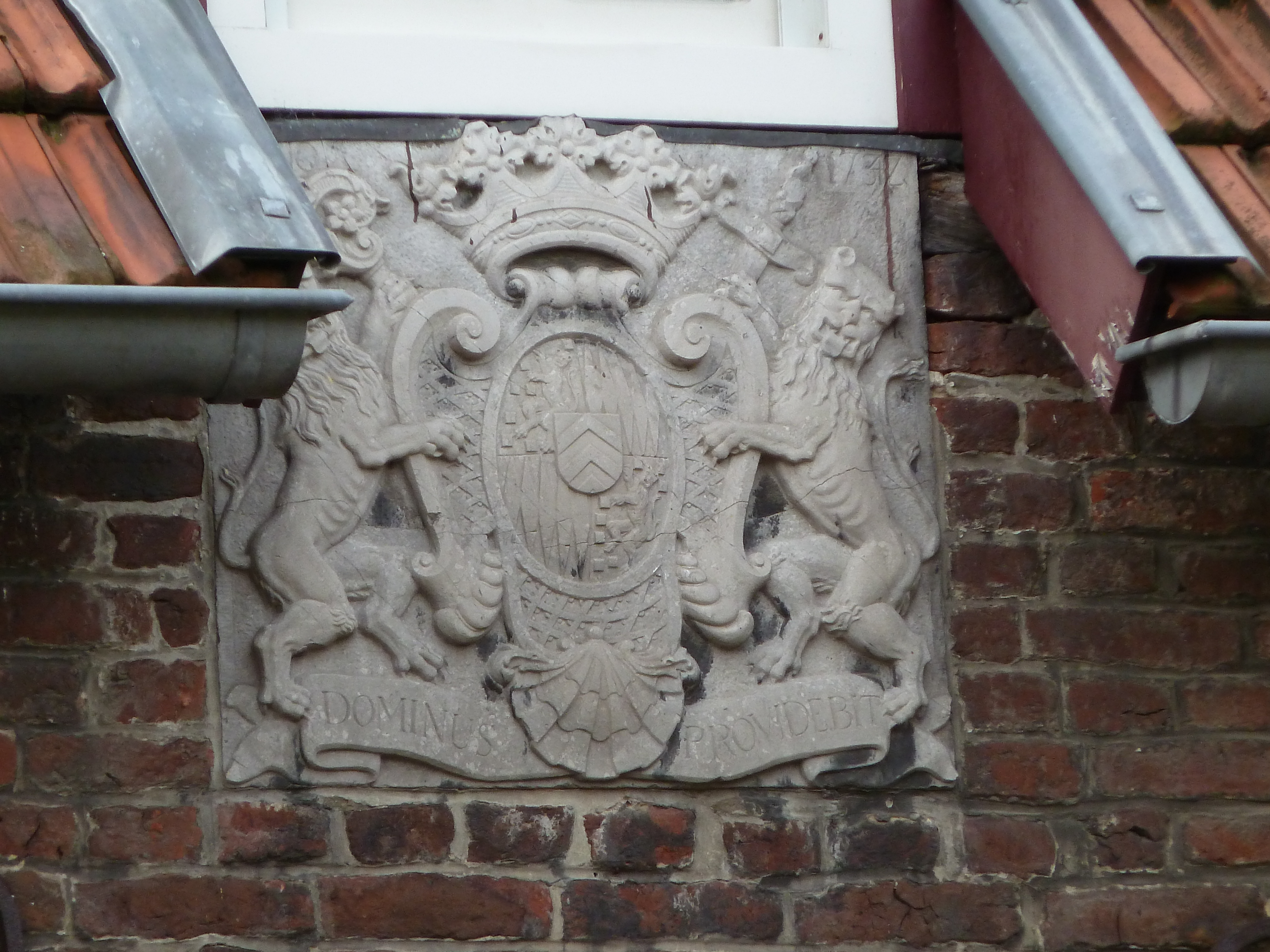
Wapen boven toegangspoort

De Hoeve Bellet of Bellethoeve is een monumentale vierkantshoeve in Cottessen in Nederlands Zuid-Limburg in de gemeente Vaals. De hoeve staat in het Geuldal in de overgang naar het Plateau van Vijlen dat in het noordoosten omhoog rijst. De hoeve ligt op een uitloper van het plateau, met op ongeveer 130 meter ten noorden van de hoeve de Belleterbeek, op ongeveer 400 meter naar het westen de Geul en op ongeveer 250 meter naar het zuiden de Berversbergbeek. Op ongeveer 425 meter naar het westen ligt de Heimansgroeve. Op ongeveer 350 meter naar het zuidoosten ligt de Hoeve Termoere en op ongeveer 375 meter naar het zuidwesten ligt de Hoeve Bervesj.
De hoeve is een rijksmonument en ligt in het gebied van Rijksbeschermd gezicht Camerig-Cottessen.

## Geschiedenis
In de 13e en 14e eeuw werd het gebied ontgonnen waarbij de hoeve een centrale rol speelde. De naam Bellet is afgeleid van betuletum, hetgeen berkenbos betekent, verwijzende naar de vegetatie van het gebied waarnaar de ontginners vaak hun ontginning vernoemden.
In de eerste helft van de 18e eeuw werd een deel van de nog bestaande gebouwen van de hoeve gebouwd. De eigenaar was toen Anna Carolina Margaretha van Renesse van Elderen. Zij was de abdis van Burtscheid en was de grondvrouwe van Vijlen.

## Bouwwerk
De hoeve is opgetrokken op een vierkant plattegrond met binnenplaats en deels uitgevoerd in breuksteen die gewonnen werd in de Heimansgroeve. Een deel is opgetrokken in leisteenblokken.
Het wapen van Anna Carolina Margaretha van Renesse van Elderen is boven de inrijpoort aangebracht met de tekst:

Dominus Providebit(De Heer zal voorzien)